# 劉馮
刘冯（2世纪—200年8月9日），東漢献帝的儿子，伏皇后所生。
建安五年（200年）七月，汉献帝封刘冯为南阳王。七月十二，刘冯去世。